# Rio Biușa
O Rio Biuşa é um rio da Romênia afluente do Rio Horoatu Cehului, localizado no distrito de Sălaj.